# عمارة أيرلندا
عمارة جمهورية أيرلندا هي أحد أبرز مميزات الريف الأيرلندي، مع كل ما بقي من جميع الحقب منذ وفرة الآثار المتبقية من العصر الحجري. يرجع سبب شهرة أيرلندا إلى ما تملكه من القلاع المهدمة والسليمة التي تعود للحضارة النورمانية والحضارة الأنجلوأيرلندية، والأكواخ المسقّفة بالقش الأبيض، والمباني المشيدة على الطراز الجورجي. بالإضافة إلى المنازل الريفية المبنية على طراز البالاديو وأسلوب الروكوكو التي تعد أقل شهرةً لأسباب مجهولة وتضاهي الكثير من المنازل المشابهة في شمال أوروبا، والكثير من الكاتدرائيات والمباني القوطية والقوطية الحديثة.
بغض النظر عن التأثير البريطاني والأوربي الطاغي في أغلب الاوقات، فقد تكيف توجه العمارة الأيرلندية ونمطها لملائمة خصوصيات المكان. في نهايات القرن العشرين، أسفر المناخ الاقتصادي الجديد عن عصر نهضة الحضارة والتصاميم الأيرلندية، ما أعاد بعض المدن الأيرلندية إلى مقدمة المدن ذات الهندسة المعمارية الحديثة.

## أيرلندا ما قبل المسيحية

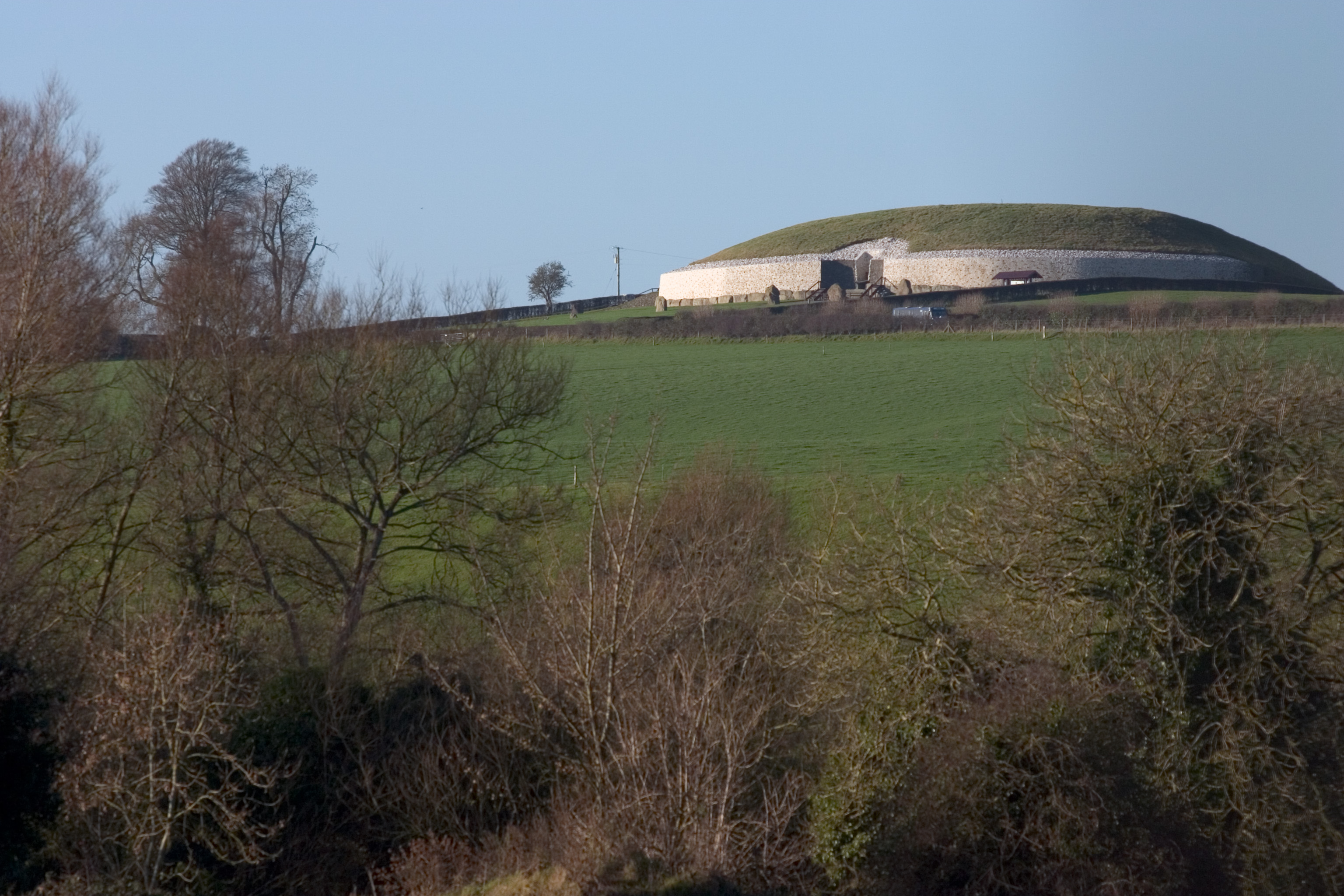
تل نيوغرانغ القائم منذ العصر الحجري، أعلى النصب التذكارية ضمن مجموعة مقابر وادي بوين في مقاطعة ميث.

تُعد دائرة حجر غرانغ أكبر الأبنية الصخرية من هذا النمط شُيدت في أيرلندا. يعود أول تاريخ إلى العصر الحجري الحديث. كانت المقابر الجندلية شائعة نسبيًا في ذلك الزمن، وتُعد المقابر أو الأضرحة ذات الفناء أقدمها، إذ يعود تاريخها إلى ما يقارب 3500 عام قبل الميلاد. يتألف هذا النوع من القبور من حُجرة طويلة مع مساحة مفتوحة واسعة (أو فناء) عند المدخل. يتميز هذا «الفناء» بالحجارة القائمة، ويكون باقي هيكلها مصنوعًا من الحجارة أيضًا.
تتكون المقابر ذات الممرات من حجرة دفن مركزية وممر طويل يؤدي إلى المدخل. غالبًا ما تُستخدم الحجارة القائمة لتكون جدرانًا لهذه المقابر أيضًا، مع ألواح صخرية على السطح. يُعد نيوغرانغ بالتحديد معلمًا مثيرًا للاهتمام بسبب استخدام العارضات التي تمتد إلى سطح الغرف الداخلية. غالبًا ما يقع الممر والحجرة ضمن تلة ترابية وتكون الحُجرة في المركز (كما ذُكر سابقًا، يتميز نيوغرانغ بسبب تصاميم الحجارة الخارجية للتل). من المقابر ذات الممرات الجديرة بالذكر أيضًا مقبرتا نوث ودوث، اللتان تقع في وادي بوين قرب مدينة دروغيدا.
تحتوي أيرلندا الآلاف من الحصون ذات الشكل الحلقي، أو «القلاع الدائرية»، من حقبة زمنية تعود إلى العصر الحديدي. تتألف هذه القلاع من سد ترابي حول السياج المركزي للقلعة. تتمركز القلاع على التلال أحيانًا. في بعض الحالات، تكون الأنفاق جزءًا من هيكل المبنى. بُني هذا النوع من حصون التلال اعتمادًا على التضاريس المحلية، ويمكن تسميتها حصون الرعن. يُعد حصن دون أنغس ضمن مجموعة جزر آران خير مثال عن هذا النوع من القلاع، وربما تعرض لمحاولات الاحتلال في فترات مختلفة منذ العصور الوسطى.

## العصور المبكرة لأيرلندا المسيحية

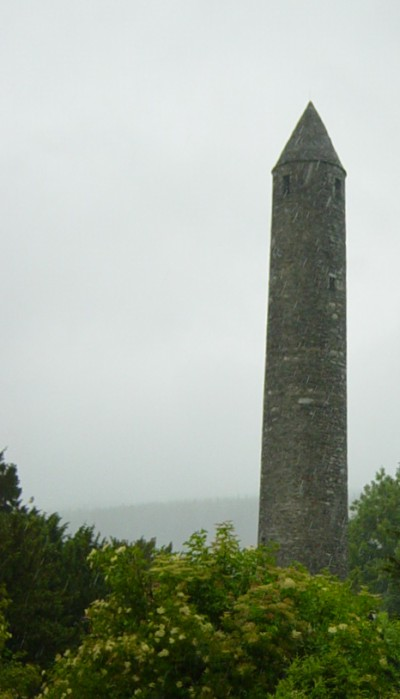
البرج المستدير في كنيسة كيفين، أيرلندا، يقارب طوله ثلاثين مترًا

من المعالم التي لا يمكن إيجادها سوى في أيرلندا البرج المستدير، كالبرج الماثل في دير كلونماكنويز في مقاطعة أوفالي أو البرج في جزيرة ديفينش قرب مدينة إنيسكيلين في مقاطعة فيرماناغ. بُنيت هذه الأبراج في الأديرة المسيحية التي ظهرت في أرجاء الجزيرة، وأضحت البلاد «أرض القديسين والعلماء». اتخذت الأبراج وظيفةً دفاعية على الأغلب، فكانت أبراج مراقبة أو مآوٍ للاجئين في أثناء الاعتداءات (غالبًا ما كانت أبواب هذه الأبنية مرتفعةً جدًا عن سطح الأرض). تكررت غارات الفايكنغ على أيرلندا وأديرتها كثيرًا. تُعد كنيسة القس كرونان في مدينة توامغراني في مقاطعة كلير، التي تعود إلى العصور ما قبل الرومانسكية في القرن العاشر، أقدم الكنائس التي ما زالت مستخدمة في أيرلندا وبريطانيا العظمى.
استوطن الفايكنغ في أيرلندا في نهاية الأمر، وأنشؤوا المدن الرئيسية فيها. رغم أنه لم يبق أي من أبنية تلك الفترة سليمة حتى اللحظة، فإن بعض تصاميم الشوارع في أيرلندا تعود أصولها إلى النظام التخطيطي والتصاميم التي وضعها الفايكنغ. اكتُشفت بقايا مستوطنات الفايكنغ في الكثير من المواقع في أيرلندا، وأشهرها منطقة وود كي في دبلن، وقلعة الملك جون في ليمريك، وقرب وترفورد (حيث اكتُشف ما يعتقد أنه المستوطنة الرئيسية للفايكنغ في وترفورد عام 2004 في أثناء عملية بناء طريق المدينة الدائري).

## أيرلندا في القرون الوسطى

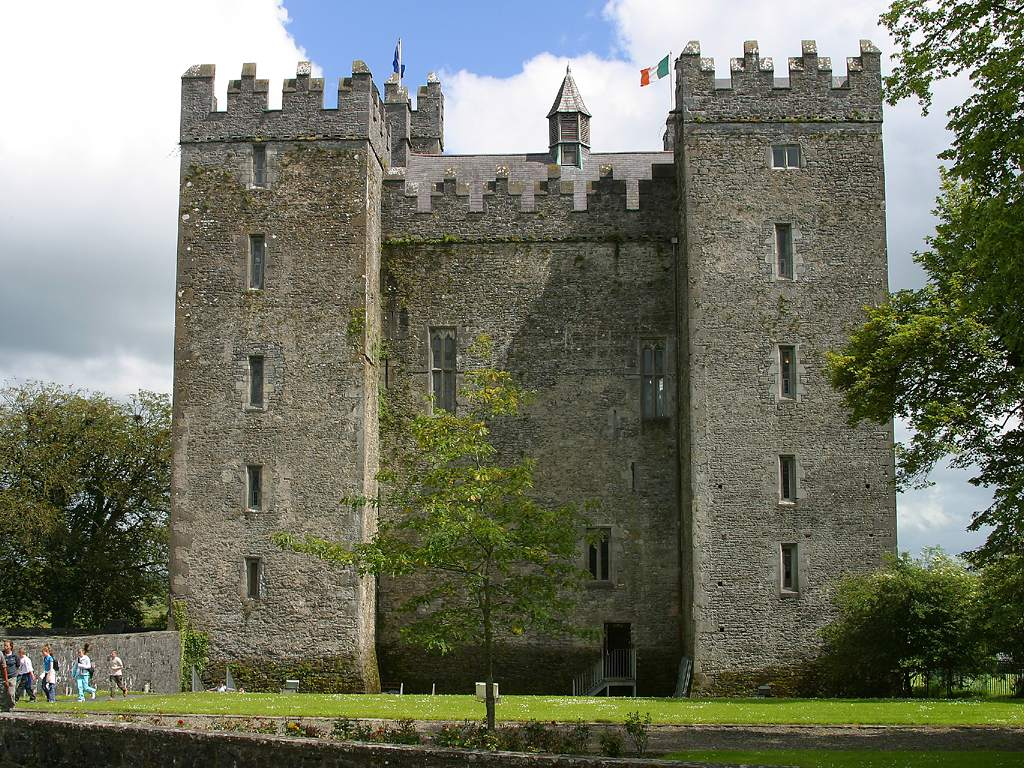
قلعة بونراتي

بعد ما ذُكر عن بقايا حجارة العصور المبكرة، تتضمن المعالم الأخرى الملفتة للنظر في الريف الأيرلندي بقايا القلاع، ومنازل الأبراج، والقلاع السليمة التي لا حصر لها. بعيدًا عن القلاع المعروفة والمرممة كقلعة بونراتي، هناك العديد من المعالم غير المعروفة (منازل الأبراج بالتحديد) بجوار منازل المزارعين الجدد أو ببساطة تلك المتواجدة في الحقول. شيّد جون دي كورس قلعة كاريكفيرغس في عام 1177، لتكون مقرًا له بعد احتلاله أولستر، وهي أفضل القلاع النورمانية التي ما زالت محفوظة تمامًا في الجزيرة. تُعد قلعة كاهير أيضًا مثالًا عن القلاع التي جرى الحفاظ عليها جيدًا.
بُنيت الكثير من الكنائس المذهلة في أيرلندا خلال تلك الفترة، مثل كاتدرائية سانت كانيس في كيلكيني، وكاتدرائية سانت ماري في ليمريك. غلب الطابع الرومانسكي في أيرلندا، كما نلاحظ في معبد ومصلى كورماك في موقع صخرة كاشيل، وكاتدرائية كلونفرت في مقاطعة غالوي. بدأ طابع العمارة القوطية مع وفود النورمانديين إلى أيرلندا، كما في كاتدرائية كنيسة المسيح وكاتدرائية القديس باتريك في دبلن.

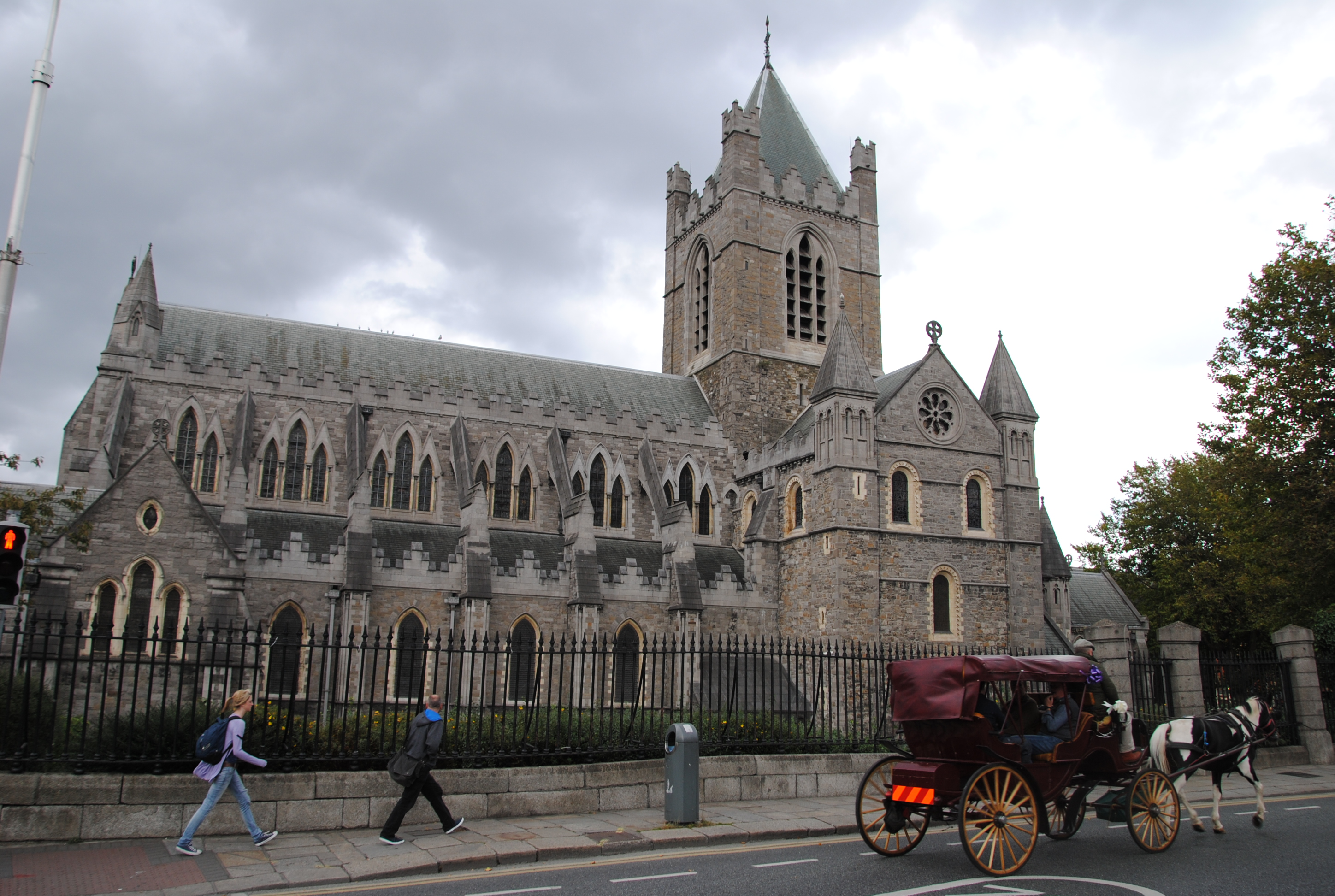
كاتدرائية كنيسة المسيح، دبلن، شُيدت في عام 1030 تقريبًا

بنيت بعض المدن الرئيسية في أيرلندا وتحصنت في الفترة ما قبل القرون الوسطى وخلالها. بقيت ليمريك مدينة مسورة حتى القرن الثامن عشر، في حين ما تزال أسوار مدينة ديري قائمةً منذ القرون الوسطى. بُنيت بعض المعالم مثل قلعة الملك جون لتكون تحصينات رئيسية للمدن.
ازدهرت مدينتا كورك وغالواي بصفتهما ميناءين بحريين، مع بناء أرصفة واسعة في هاتين المدينتين، بالإضافة إلى مدينتي ليمريك ودبلن. شُيدت العديد من المباني الفرعية مثل مخازن الحبوب، والمستودعات، والمباني الإدارية. استُبدل بعضها أو رُمم أو هدم؛ يعود تاريخ الموانئ الأخرى إلى قرون أحدث من القرون الوسطى.

## عصر استرداد وما تبعه

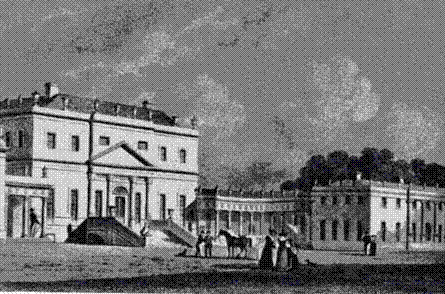
منزل رسبورو، صممه الألماني ريتشارد كاسلز في عام 1750 تقريبًا

مع بدايات القرن الثامن عشر، اكتسحت تصاميم بالاديو المعمارية أيرلندا، إذ قاد المهندس إدوارد لوفيت بيرس هذا الأسلوب الجديد في التصميم. وُلد إدوارد في مقاطعة ميث عام 1699، ودرس الهندسة المعمارية في إيطاليا قبل عودته عام 1725 إلى أيرلندا بغرض الإشراف والمشاركة في تصميم أول منزل كاسلتاون بتصميم بالاديوني في أيرلندا.
يُعد منزل كاسلتاون معلمًا في العمارة الأيرلندية، صُمم في الأصل على يد المهندس الإيطالي أليساندرو غاليلي، نحو عام 1717، على غرار عمارة قصور المدن الإيطالية، وهو منسوب إلى أكثر الرجال المؤثرين في أيرلندا، المتحدث السياسي ويليام كونولي، وقد وضع مفهومًا ونمطًا جديدين للعمارة الأيرلندية. عاد إدوارد إلى إيطاليا قبل البدء بتثبيت الحجر الأول للبناء، ولم يكن المهندس الأيرلندي مسؤولًا عن البناء فحسب، بل كان مسؤولًا أيضًا عن تعديل الخطة الأصلية للمبنى وتحسينها. منذ منتصف عشرينيات القرن الثامن عشر فصاعدًا، كانت معظم الأبنية في أيرلندا قد سُكبت في قالب بالاديو.
عن طريق كاسلتاون وأعماله التي تلت ذلك، بما فيها مبنى البرلمان الأيرلندي، رسّخ بيرس الكثير من مفاهيم العمارة الإيطالية في أيرلندا. وبعد وفاته عام 1733، صمم تلميذه ريتشارد كاسيلز الكثير من أبنية الدرجة الأولى في أيرلندا بشكل مشابه للنمط البالاديوني، إن لم يكن أقوى. بُنيت الكثير من البيوت الريفية على طريقة بالاديو في أرجاء البلاد بسبب هيمنتها في أيرلندا. من بين أفضل الأمثلة على العمارة البالاديونية منزل لينستر ومنزل رسبورو (الموضح أعلاه). تختلف العمارة البالاديونية في أيرلندا عن غيرها في بلاد أوروبا الأخرى بسبب زخارف الروكوكو الداخلية للأبنية، وغالبًا مع الزخارف الجصية لروبرت ويست والأخوين لافرانشيني (بول وفيليب). رغم تدمير الكثير من المقرات الحكومية، مثل قصر سمرهيل ذي التصميم المشترك لبيرس وريتشارد كاسيلز، بسبب حركات العصيان المتعددة في أيرلندا، لا تزال العديد من الأمثلة الفريدة على هذا الاتحاد في العمارة البالاديونية وتصاميم الروكوكو قائمةً لتكون نموذجًا عن العمارة البالاديونية.
من الجديرين بالذكر أيضًا المهندس توماس بورغ (1670-1730)، وهو المهندس المعماري لمكتبة كلية الثالوث في دبلن (1712)، ومستشفى الدكتور ستيفن (1719)، وثكنات كولينز العسكرية (1702). في مكان آخر من دبلن، بنى جورج سمبل مستشفى سانت باتريك (1747)، وبنى توماس كولي قاعة التبادل الملكي (1769؛ قاعة المدينة حاليًا).

## أيرلندا الجورجية

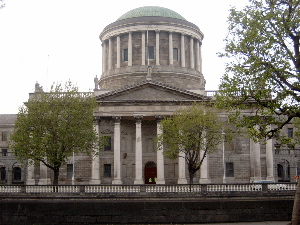
المحاكم الأربعة من تصميم جيمس غاندون

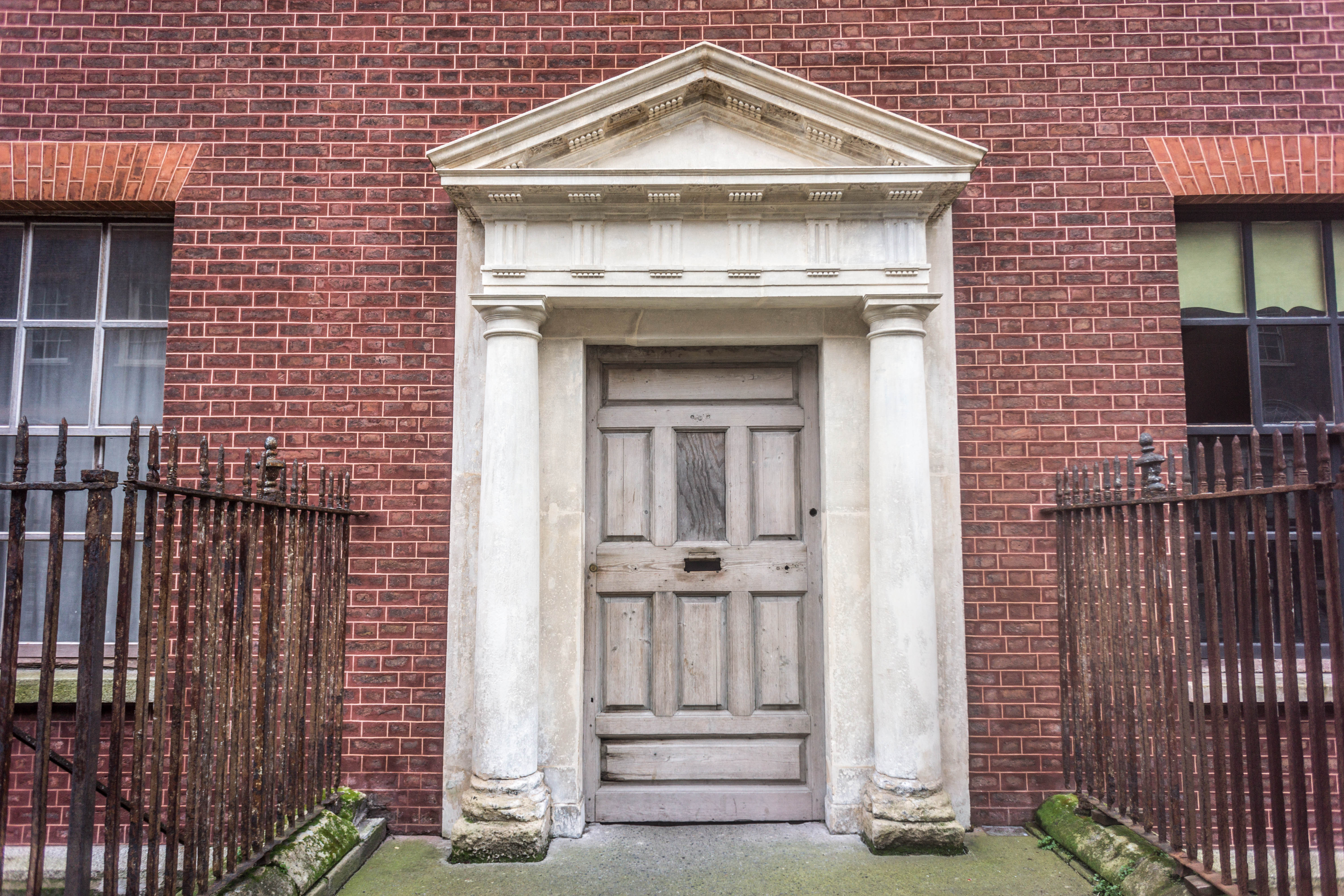
باب جورجي في شارع هنرتيا، الذي يضم أقدم المنازل الجورجية في دبلن وأكبرها. أصبحت شققًا هذه المنازل للإيجار في القرن التاسع عشر.

في النصف الثاني من القرن الثامن عشر، كان المهندس جيمس غاندون المولود في مدينة لندن من أهم المهندسين في أيرلندا. زار جيمس أيرلندا في عام 1781 بدعوة من جون بيريسفورد ولورد كارلو، وهما مفوضا العائدات الأيرلنديان. تضم المباني التي صممها جيمس في دبلن كلًا من البيت الجمركي، والمحاكم الأربعة، ومركز إنجازات الملك، والملحق الشرقي لبنايات البرلمان الأيرلندي في كلية غرين. كان الأسلوب البالاديوني بحلول ذلك الوقت قد تطور إلى حد أبعد مما كان عليه، وتُركت كل القواعد الصارمة عن النسبة والمحور الرياضيين التي وضعها فالاديو. يشير هذا التطور اللاحق عمومًا إلى العمارة الجورجية، وهي الأسلوب الذي رُممت به مساحات واسعة في لندن، وأصبحت المدينة تُسمى دبلن الجورجية.
كان فرنسيس جونستون ثالث المهندسين الأيرلنديين عظمةً في تلك الفترة. وعمل مهندسًا في مجلس الأعمال لفترة من الزمن فكان مسؤولًا عن الكثير من التخطيط لمدينة دبلن الجورجية. ترك وراءه عددًا من المباني من تصميمه، بما فيها كنيسة سانت جورج، وقصر هاردويك، وكوخ فيسريغال في فينكس بارك. يُعد الأخير حاليًا المقر الرسمي للرئيس الأيرلندي، وهو نموذج محتمل مشابه للبيت الأبيض في واشنطن العاصمة. يُزعم أن مبنى البرلمان الأيرلندي لينستر هاوس يُعتبر كذلك أيضًا، كما أن قلعة كول النيوكلاسيكية في مقاطعة فيرماناغ التي صممها المهندس جيمس ويات أكثر شبهًا به.
بالإضافة إلى كل تلك الأبنية الضخمة، كانت مميزات تخطيط المدينة الجورجية هي الممرات والساحات لمنازل العائلات الفاخرة. أصبح الكثير من هذه المباني شققًا للإيجار في أيرلندا خلال القرن التاسع عشر، ودُمرت كمية هائلة منها ضمن برامج تطهير المساكن العشوائية. مع ذلك، صمدت الكثير من الممرات والساحات في كلّ من دبلن وليمريك، وأهمها ساحة بيري في ليمريك وساحة ميريون في دبلن. تحتوي بعض المدن الصغيرة في أيرلندا على العمارة الجورجية المهمة، مثل الممرات والساحات الرائعة في مدينة ماونتميليك في مقاطعة ليش ومدينة بير في مقاطعة أوفالي المصممة على نمط المدن الأيرلندية التراثية.

## وصلات خارجية
- الرابطة المعمارية الأيرلندية (بالإنجليزية)
- قاموس سير المعماريين الأيرلنديين (بالإنجليزية)
- مؤسسة العمارة الأيرلندية (بالإنجليزية)